# Козлов, Иван Михайлович
Иван Михайлович Козлов (27 июля 1938, Коптяжево, Куйбышевская область — 5 октября 2012, Тольятти, Самарская область) — советский и российский спортсмен и тренер по самбо, заслуженный тренер РСФСР.

## Биография
Как спортсмен стал мастером спорта СССР, в качестве тренера подготовил первого в Тольятти мастера спорта по самбо Вениамина Инжуватова, и ещё 20 мастеров спорта, в том числе, вместе с Юрием Сенкевичем, трехкратного чемпиона мира по самбо Евгения Исаева. Принимая участие с 1996 г. в турнирах среди ветеранов, семь раз выигрывал звание чемпиона мира, девять раз — чемпиона России.
Судья международной категории по самбо, судил спартакиады народов СССР, чемпионаты Европы и мира.
Похоронен на кладбище села Подстёпки.